# موسى تايلور
موسى تايلور (بالإنجليزية: Moses Taylor)‏ هو مصرفي أمريكي، ولد في 11 يناير 1806، وتوفي في 23 مايو 1882.